# アリゾナ州の郡一覧

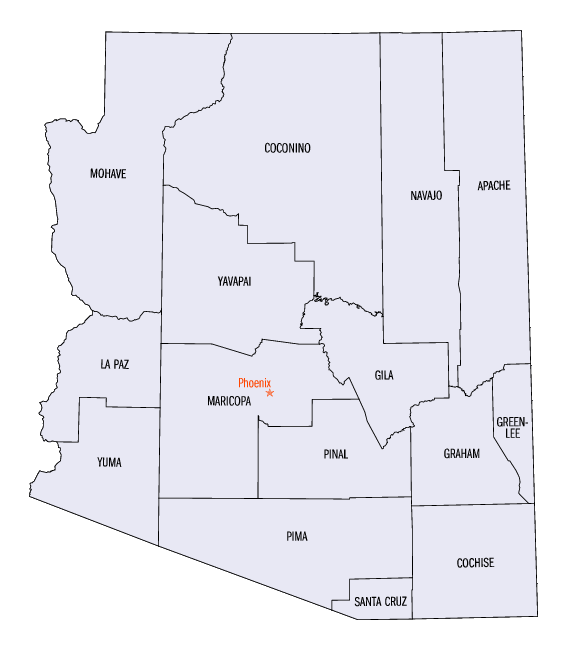
アリゾナ州の15郡を示す地図

アリゾナ州の郡一覧は、アメリカ合衆国アリゾナ州内の郡の一覧である。アリゾナ州内には15の郡がある。また現在は廃止されている郡が1つあった。すなわち1865年にモハーヴェ郡から分離したパーユート郡であり、1781年に元に戻った。1862年にアリゾナ準州が設立されたことに続いて、1864年に4つの郡、モハーヴェ郡、ピマ郡、ヤヴァパイ郡およびユマ郡が設立された。1912年にアリゾナ州が州に昇格した時までに、現在ある郡ではラパス郡以外の郡が設立されていた。
郡名の多くはアリゾナ州に元から住み着いていたインディアン部族に敬意を表して付けられたものであり、15郡のうち9郡が部族名を採用している。ラパス郡、サンタクルス郡およびピナル郡は初期ヒスパニック探検家に因み、スペイン語の名前が付けられている。グレアム郡はグレアム山に因み、グリーンリー郡はアリゾナ州の初期開拓者に因むものである。

## アリゾナ州の郡の一覧
下記リストはアルファベット順である。
| アリゾナ州の郡の一覧      | アリゾナ州の郡の一覧 | アリゾナ州の郡の一覧 | アリゾナ州の郡の一覧 | アリゾナ州の郡の一覧 | アリゾナ州の郡の一覧 |
| 郡名                      | 郡庁所在地           | 設立年               | 人口 （2020年）      | 面積 (km2)           | 地図                 |
| ------------------------- | -------------------- | -------------------- | -------------------- | -------------------- | -------------------- |
| アパッチ郡 Apache         | セントジョーンズ     | 1879                 | 66,021               | 29,055               |                      |
| コチセ郡 Cochise          | ビスビー             | 1881                 | 125,447              | 16,107               |                      |
| ココニノ郡 Coconino       | フラッグスタッフ     | 1891                 | 145,101              | 48,332               |                      |
| ヒラ郡 Gila               | グローブ             | 1881                 | 53,272               | 12,422               |                      |
| グレアム郡 Graham         | サフォード           | 1881                 | 38,533               | 12,020               |                      |
| グリーンリー郡 Greenlee   | クリフトン           | 1909                 | 9,563                | 4,786                |                      |
| ラパス郡 La Paz           | パーカー             | 1983                 | 16,557               | 11,689               |                      |
| マリコパ郡 Maricopa       | フェニックス         | 1871                 | 4,420,568            | 23,890               |                      |
| モハーヴェ郡 Mohave       | キングマン           | 1864                 | 213,267              | 34,887               |                      |
| ナヴァホ郡 Navajo         | ホルブルック         | 1895                 | 106,717              | 25,794               |                      |
| ピマ郡 Pima               | ツーソン             | 1864                 | 1,043,433            | 23,800               |                      |
| ピナル郡 Pinal            | フローレンス         | 1875                 | 425,264              | 13,919               |                      |
| サンタクルス郡 Santa Cruz | ノガレス             | 1899                 | 47,669               | 3,206                |                      |
| ヤヴァパイ郡 Yavapai      | プレスコット         | 1865                 | 236,209              | 21,052               |                      |
| ユマ郡 Yuma               | ユマ                 | 1864                 | 203,881              | 14,294               |                      |
| 合計: 15                  | 合計: 15             |                      | 7,151,502            | 295,254              |                      |